# Dobosz (nazwisko)
Dobosz  – polskie nazwisko. 

## Etymologia nazwiska
Pochodzi: (a) od "Dobosz" (b) zdrobnienie od "Dobiemir", "Dobielut", itp.

## Znane osoby o nazwisku Dobosz
- Aleksy Dobosz
- Bernadeta Dobosz
- Bogdan Dobosz
- Damian Dobosz
- Dariusz Dobosz
- Franciszek Dobosz
- Henryk Dobosz
- Jan Dobosz
- Magdalena Dobosz
- Marta Dobosz
- Krystyna Jaźwińska-Dobosz
- Leszek Dobosz
- Piotr Dobosz
- Stanisław Dobosz
- Tadeusz Dobosz
- Teresa Dobosz
- Wacław Dobosz
- Wilhelm Dobosz
- Zbigniew Dobosz